# Pronoctua
Pronoctua is een geslacht van vlinders van de familie uilen (Noctuidae), uit de onderfamilie Noctuinae.

## Soorten
- P. pyrophiloides Harvey, 1876
- P. typica Smith, 1894